# Dendronotus robustus
Dendronotus robustus is een slakkensoort uit de familie van de Dendronotidae. De wetenschappelijke naam van de soort is voor het eerst geldig gepubliceerd in 1870 door A. E. Verrill.